# Travis Scott
Jacques Berman Webster II (Houston, 30 april 1991), beter bekend als Travis Scott (vroeger gestileerd als Travi$ Scott), is een Amerikaans rapper, songwriter, muziekproducent en zanger uit Houston, Texas. Hij staat onder contract bij Very G.O.O.D. Beats, Grand Hustle Records en Epic Records.

## Biografie
Scott groeide op in Houston en woonde voornamelijk bij zijn oma, maar verhuisde op latere leeftijd naar Missouri City, waar zijn vader een eigen bedrijf had. Hij studeerde aan de Universiteit van Texas in San Antonio, maar staakte in het tweede jaar zijn studie om zich volledig op zijn muziekcarrière te richten. Na het beëindigen van zijn studie verhuisde Scott naar New York in een poging zijn muziekcarrière op te bouwen. Nadat zijn ouders te horen hadden gekregen dat hij zijn opleiding had afgebroken, verbraken ze de band met hun zoon.
Op 21 mei 2013 bracht hij zijn eerste mixtape uit, Owl Pharaoh, gevolgd door een tweede, Days Before Rodeo, op 18 augustus 2014. Op die laatste zijn ook Young Thug, Migos's Quavo, Big Sean en Rich Homie Quan te horen.
Rodeo was Scotts eerste album. Voor dit album, dat uitkwam op 4 september 2015, werkte hij samen met onder anderen Justin Bieber, Future en The Weeknd. Op het album zijn onder andere de nummers Antidote, 90210 en 3500 te horen. Het album werd positief beoordeeld en belandde op de nummer 1-positie van Billboard's Top Rap Albums in Amerika. 
Hierna volgden de albums Birds in the Trap Sing McKnight in 2016 en ASTROWORLD in 2018. Ook bracht Scott twee mixtapes uit: een in 2017 in samenwerking met Quavo, Huncho Jack, Jack Huncho, en een in 2019, JACKBOYS, samen met de leden van het label Cactus Jack. 
Scott maakte in 2020 bekend dat hij zijn derde album genaamd UTOPIA in 2021 zou uitbrengen. Die datum werd in mei 2022 bijgesteld tot voor eind 2022. Uiteindelijk bracht hij het album in juli 2023 uit. 

### Incident tijdens Astroworld Festival
Tijdens een optreden van Scott tijdens het door hemzelf opgerichte Astroworld Festival in Houston op 5 november 2021 vielen als gevolg van verdringing 10 doden. Scott raakte hierna in opspraak omdat hij tijdens en na het incident gewoon was doorgegaan met optreden, ondanks herhaaldelijke verzoeken vanuit het publiek om de show stil te leggen. In een reactie verklaarde hij niets in de gaten te hebben gehad. Scott werd aangeklaagd, maar in juni 2023 werd de zaak achter de schermen geschikt.

### Privé
Webster heeft een dochter en een zoon met Kylie Jenner. Websters artiestennaam is een samenstelling van de namen van zijn twee favoriete mensen: zijn oom, Travis, en een van zijn favoriete artiesten, Kid Cudi, wiens echte naam Scott Mescudi is.

## Discografie

### Albums
| Album                           | Verschijnen       | Label               | Hitlijsten | Hitlijsten | Hitlijsten | Hitlijsten | Hitlijsten | Hitlijsten |
| Album                           | Verschijnen       | Label               | BE (VL)    | BE (VL)    | NL         | NL         | VK         | VS         |
| Album                           | Verschijnen       | Label               | Piek       | Weken      | Piek       | Weken      | Piek       | Piek       |
| ------------------------------- | ----------------- | ------------------- | ---------- | ---------- | ---------- | ---------- | ---------- | ---------- |
| Utopia                          | 28 juli 2023      | Abbey Road, Miraval | 3          | 59*        | 1          | 1*         | 1          | 3          |
| Astroworld                      | 14 september 2018 | EPIC                | 1          | 317*       | 2          | 84         | 1          | 3          |
| Huncho Jack, Jack Huncho        |                   | QC, EPIC            | 54         | -          | 15         | -          | 34         | 1          |
| Birds in the Trap Sing McKnight | 2 september 2016  | EPIC                | 28         | -          | 29         | -          | 19         | 1          |
| Rodeo                           | 4 september 2015  | EPIC                | 50         | 6          | 33         | -          | 22         | 3          |
| Days Before Rodeo               | 18 augustus 2014  | EPIC                | -          | -          | -          | -          | -          | -          |
| Owl Pharaoh                     | 21 mei 2013       | EPIC                | -          | -          | -          | -          | -          | -          |

### Singles
| Single                                              | Verschijnen | Album                           | Hitlijsten | Hitlijsten | Hitlijsten | Hitlijsten | Hitlijsten | Hitlijsten |
| Single                                              | Verschijnen | Album                           | BE (VL)    | BE (VL)    | NL         | NL         | VK         | VS         |
| Single                                              | Verschijnen | Album                           | Piek       | Weken      | Piek       | Weken      | Piek       | Piek       |
| --------------------------------------------------- | ----------- | ------------------------------- | ---------- | ---------- | ---------- | ---------- | ---------- | ---------- |
| Don't Play (met The 1975 & Big Sean)                | 2014        | -                               | -          | -          | -          |            | -          | -          |
| 3500                                                | 2015        | Rodeo                           | -          |            | -          |            | -          | 82         |
| Antidote                                            | 2015        | Rodeo                           | Tip 75     |            | -          |            | -          | 16         |
| Bake Sale                                           | 2016        | Khalifa                         | -          | -          | -          | -          | -          | 56         |
| Pick Up The Phone (met Young Thug)                  | 2016        | Birds In The Trap Sing McKnight | -          | -          | -          | -          | —          | -          |
| Goosebumps (met Kendrick Lamar)                     | 2016        | Birds In The Trap Sing McKnight | Tip        |            | 58         | 6          | 90         | 32         |
| Know No Better                                      | 2017        | -                               | 37         | 11         | 27         | 20         | 15         | 87         |
| Butterfly Effect                                    | 2017        | Astroworld                      | Tip 28     |            | 87         | 1          | 57         | 50         |
| Love Galore (met SZA)                               | 2017        | Ctrl                            | —          | -          | —          | —          | -          | 32         |
| Watch (met Kanye West & Lil Uzi Vert)               | 2018        | -                               | Tip        | -          | -          |            | 53         | 16         |
| Stargazing                                          | 2018        | Astroworld                      | Tip 3      |            | 33         | 3          | -          | 8          |
| Sicko Mode                                          | 2018        | Astroworld                      | Tip 4      | -          | 35         | 24         | 9          | 1          |
| Zeze (met Kodak Black & Offset)                     | 2018        | -                               | Tip 2      |            | 22         | 15         | 7          | 2          |
| Yosemite                                            | 2018        | Astroworld                      | Tip        |            | -          |            | 93         | 25         |
| Wake Up (met The Weeknd)                            | 2019        | Astroworld                      | Tip        |            | 100        | 1          | -          | 30         |
| Power is Power (met SZA & The Weeknd)               | 2019        | For The Throne                  | Tip 10     |            | -          | -          | 45         | 90         |
| The London (met Young Thug & J.Cole)                | 2019        | So Much Fun                     | Tip 2      |            | 51         | 9          | 18         | 12         |
| Antisocial (met Ed Sheeran)                         | 2019        | No.6 C. Project                 | Tip 5      |            | 23         | 3          | -          | 37         |
| Highest in the Room                                 | 2019        | -                               | 30         | 10         | 14         | 24         | 2          | 1          |
| Out West (met Young Thug)                           | 2019        | JackBoys                        | -          | -          | -          | -          | -          | 38         |
| The Scotts (als deel van The Scotts (met Kid Cudi)) | 2020        | -                               | 29         | 5          | 18         | 9          | 11         | 1          |
| TKN (met Rosalia)                                   | 2020        | -                               | Tip 3      | -          | 20         | 15         | 73         | 66         |
| Franchise (met Young Thug & MIA)                    | 2020        | -                               | Tip 29     | -          | 80         | 1          | 26         | 1          |
| Goosebumps (HVME remix)                             | 2021        | -                               | 14         | 18         | 9          | 20         | 56         |            |
| Escape Plan                                         | 2021        | -                               | -          | -          | 61         | 1          | 23         | 11         |

- Bibliothèque nationale de France: cb170193590 (data)
- Gemeinsame Normdatei: 1118741013
- International Standard Name Identifier: 0000 0003 8409 1917
- Library of Congress Control Number: no2012133564
- MusicBrainz: e4a51f17-a57b-47b1-b37b-f552d0f8e9e6
- Virtual International Authority File: 273867482
- WorldCat: E39PBJht9RMmtJdw4RVddc9qwC